# Adriana Romero (actriz)
Adriana Romero (Caracas, Venezuela, 19 de agosto de 1975) es una actriz de teatro y televisión venezolana.

## Carrera
Esta actriz venezolana nació en Caracas y desde pequeña sintió inclinación por las artes dramáticas. Su primera aparición en la televisión fue cuando tenía dos años de edad, en un comercial publicitario de gelatina, desde ese momento fluyó un gran interés.
Obtuvo el título de licenciada en Actuación, mención cum laude, en el Instituto Universitario de Teatro (IUDET).  

### Televisión
Participó durante tres años en el programa "Contesta por Tío Simón", conducido por el fallecido cantante y compositor venezolano Simón Díaz.Comenzó su carrera profesional como actriz en la telenovela Reina de Corazones, transmitida por el canal venezolano Radio Caracas Televisión (RCTV), donde continuó con dramáticos como Niña Mimada, Mis 3 Hermanas y A Calzón Quitao'. 
En Venevisión participó en la telenovela Toda Mujer. Continuó en esa planta televisiva con roles estelares en las producciones La Vida Entera y Ciudad Bendita, del dramaturgo venezolano Leonardo Padrón, en Arroz Con Leche, Tomasa Te Quiero y De Todas Maneras Rosa.
En el año 2017 formará parte del elenco coral de la nuevo producción de Venevisión, titulada Para Verte Mejor, escrita por Mónica Montañés.

### Teatro
Inició su carrera en las tablas con el montaje La Última Actuación de Zarah Bernhart.
Ha participado en más de 30 obras de teatro, incluyendo el éxito de taquilla Toc Toc que se ha mantenido en cartelera por más de 5 años.

## Trayectoria
| Año       | Telenovela            | Personaje       | Canal      |
| --------- | --------------------- | --------------- | ---------- |
| 2017      | Para verte mejor      | Clarita         | Venevisión |
| 2013-2014 | De todas maneras Rosa | Magaly          | Venevisión |
| 2009-2010 | Tomasa Tequiero       | Blondinet       | Venevisión |
| 2008-2009 | La vida entera        | Lupe            | Venevisión |
| 2007-2008 | Arroz con leche       | Martica         | Venevisión |
| 2006-2007 | Ciudad Bendita        | Yamilet         | Venevisión |
| 2001-2002 | A calzón quita'o      |                 | RCTV       |
| 2000      | Mis 3 hermanas        |                 | RCTV       |
| 1999      | Toda Mujer            | Laura Valentina | Venevisión |
| 1998      | Niña mimada           | Bebesota        | RCTV       |
| 1998      | Reina de corazones    |                 | RCTV       |

## Reconocimientos
- Mejor Actriz - Premio Municipal de Teatro por  "La Última Actuación de Sarah Bernhart"

## Vida personal
Madre de dos hijos: Juan Diego y Alana Valentina.

## Trabajo Social
Adriana Romero colabora actualmente con la fundación Niños con Alas de Fe y con la fundación Elia Para Todos.
Formó parte del calendario benéfico 2016 de Niños con Alas de Fe.